# ケニアの世界遺産
ケニアの世界遺産（ケニアのせかいいさん）はユネスコの世界遺産に登録されているケニアの文化・自然遺産の一覧。

## 文化遺産
- ラム旧市街 -（2001年）
- ミジケンダのカヤの聖なる森林群 - （2008年）
- モンバサのジーザス要塞 - （2011年）
- ティムリカ・オヒンガの考古遺跡 - （2018年）

## 自然遺産
- ケニア山とレワ野生生物保全地域 -（1997年、2013年拡大）
- トゥルカナ湖国立公園群 -（1997年）
- 大地溝帯にあるケニアの湖沼群 - （2011年）

## 複合遺産
なし